# Jeux de guerre (film)
Pour les articles homonymes, voir Jeux de guerre.
Série Jack Ryan
À la poursuite d'Octobre rouge
(1990) Danger immédiat
(1994)
Pour plus de détails, voir Fiche technique et Distribution.
Jeux de guerre (Patriot Games) est un film américain réalisé par Phillip Noyce et sorti en 1992. Il est adapté du roman du même nom de Tom Clancy paru en 1987.
C'est la seconde apparition du personnage Jack Ryan au cinéma, après À la poursuite d'Octobre rouge en 1990. Harrison Ford reprend le rôle tenu auparavant par Alec Baldwin. Il connait une suite, Danger immédiat, sortie deux ans plus tard.

## Synopsis
Un ancien analyste de la CIA, Jack Ryan, est désormais professeur à l'Académie navale d'Annapolis. À Londres où il fait une conférence, il assiste à une tentative d'assassinat de Lord Holmes, cousin de la reine du Royaume-Uni et ministre, par des terroristes irlandais se réclamant d'une branche dissidente de l'IRA. Jack Ryan intervient, s'empare d'une arme et est blessé juste avant de tuer l'un d'entre eux, permettant l'arrestation du frère de ce dernier Sean Miller. Il sauve ainsi Holmes, ce qui lui vaut une médaille, son nom et sa photo sont dans toute la presse et il est amené à témoigner au procès de Sean Miller.
Kevin O'Donnell, le chef du commando, réussit à faire évader Sean pendant son transfert à  la prison de l'île de Wight. Réfugiés dans un camp d'entraînement terroriste en Libye, Kevin et Annette, sa complice et amante, organisent un nouvel attentat. De son côté, Sean ne pense qu'à venger la mort de son frère, ce que Kevin laisse faire en espérant que cela l'apaise.
Sean tente de tuer Jack ainsi que sa femme et sa fille. L'assassinat échoue, mais la mère et la fille se retrouvent à l’hôpital. Jack décide alors de réintégrer son poste d'analyste à la CIA. Il arrive à identifier le camp d'entraînement des terroristes, les SAS interviennent pour le liquider. Mais Kevin, Annette et Sean sont déjà partis pour les États-Unis où ils espèrent tuer Lord Holmes, qui à l'occasion de ce voyage remettra à Jack sa médaille.
Ils interviennent lorsque Lord Holmes dîne chez Jack, qui comprend que le traître qui a permis aux terroristes d'avoir une longueur d'avance est un des collaborateurs du ministre. Jack, sa famille et ses amis, ainsi que Lord Holmes parviennent à s'échapper. Sean, ivre de rage, abat Kevin et Annette qui tentent de s'interposer. Il est finalement tué par Jack.

## Fiche technique
- Titre original : Patriot Games
- Titre français et québécois : Jeux de guerre
- Réalisateur : Phillip Noyce
- Scénario : W. Peter Iliff et Donald Stewart, d'après le roman Jeux de guerre de Tom Clancy (1987)
- Musique : James Horner et Clannad avec un extrait de Theme from Harry's Game, chanson composée en gaélique irlandais
- Direction artistique : Joseph P. Lucky
- Décors : Joseph C. Nemec III et John M. Dwyer
- Costumes : Norma Moriceau
- Photographie : Donald McAlpine
- Montage : William Hoy et Neil Travis
- Production : Mace Neufeld et Robert Rehme

Productrice associée : Lis Kern
Producteur délégué : Charles H. Maguire
- Sociétés de production[1] : Paramount Pictures et Mace Neufeld Productions
- Sociétés de distribution[1] :  Paramount Pictures /  United International Pictures
- Budget : 45 millions de dollars[2]
- Pays de production :  États-Unis
- Langue originale : anglais
- Format[3] : couleur (Technicolor) - 35 mm / 70 mm - 2,35:1 (Cinémascope) en 35 mm / 2,20:1 (Panavision 70) en 70 mm - son Dolby SR en 35 mm / 70 mm 6-Track en 70 mm
- Genre : thriller, action
- Durée : 117 minutes
- Dates de sortie[4] :
  - États-Unis : 5 juin 1992
  - France : 21 octobre 1992
- Classification[5] :
  -  États-Unis : R – Restricted (Les enfants de moins de 17 ans doivent être accompagnés d'un adulte).
  -  États-Unis : TV-14 (Ce programme contient des éléments que les parents peuvent considérer inappropriés pour les enfants âgés de moins de 14 ans)
  -  France : Tous publics (visa d'exploitation no 80631 délivré le 22 juillet 1992)[6]

## Distribution
- Harrison Ford (VF : Richard Darbois) : Jack Ryan
- Anne Archer (VF : Frédérique Tirmont) : Dr Caroline « Cathy » Ryan
- Sean Bean (VF : Maurice Decoster) : Sean Miller
- Patrick Bergin (VF : Jacques Frantz) : Kevin O'Donnell
- Thora Birch (VF : Dorothée Pousséo) : Sally Ryan
- James Fox (VF : Roland Ménard) : Lord Holmes
- Samuel L. Jackson (VF : Tola Koukoui) : le lieutenant commander Robby Jackson
- Polly Walker (VF : Isabelle Ganz) : Annette
- J. E. Freeman (VF : Bernard Tixier) : Marty Cantor
- James Earl Jones (VF : Henry Djanik) : l'amiral James Greer
- Richard Harris (VF : William Sabatier) : Paddy O'Neil
- Alex Norton (VF : Michel Prudhomme) : Dennis Cooley
- Hugh Fraser (VF : Jean-Luc Kayser) : Geoffrey Watkins
- David Threlfall (VF : Yves Beneyton): l'inspecteur Highland
- Alun Armstrong (VF : Patrick Poivey) : Owens
- P. H. Moriarty : le garde de la cour
- Ellen Geer : Rose
- Bob Gunton : l'intervieweur

## Sortie et accueil

### Accueil critique
Malgré des critiques généralement positives, le film a suscité beaucoup de controverses lors de sa sortie, de la part de Tom Clancy le reniant, aux critiques se plaignant qu'il était trop différent du livre. Néanmoins, le film a obtenu une note de 73 % de critiques positives sur le site Rotten Tomatoes avec une note moyenne de 6,23/10 et sur la base de 40 critiques collectées.
Roger Ebert l'a qualifié d'« absorbant » tout en commentant que l'acteur Harrison Ford « démontre une fois de plus à quel point il est un acteur solide et convaincant ». Chris Hicks, du Deseret News, a expliqué comment le réalisateur Noyce avait donné au film « un faste et une tension », tandis que la star Harrison Ford avait injecté « un sens aigu de la décence et de l'humanité dans le rôle de l'analyste de la CIA, Jack Ryan et en faisait le sien »[réf. nécessaire].

### Box-office
| Pays ou région                     | Box-office                        | Date d'arrêt du box-office | Nombre de semaines |
| ---------------------------------- | --------------------------------- | -------------------------- | ------------------ |
| États-Unis / Canada (1er week-end) | 18 511 191 $                      | du 5 au 7 juin 1992        | -                  |
| États-Unis Canada                  | 83 351 587 $                      | 9 août 1992                | 10                 |
| France Paris                       | 1 236 770 entrées 121 781 entrées | -                          | -                  |
| Total hors États-Unis              | 94 700 000 $                      | 9 août 1992                | 10                 |
| Total mondial                      | 178 051 587 $                     | 9 août 1992                | 10                 |

## Distinctions
Entre 1993 et 2019, Jeux de guerre a été sélectionné 4 fois dans diverses catégories et a remporté 1 récompense.

### Récompenses
- ASCAP Film and Television Music Awards 1993 : ASCAP Award des meilleurs films au box-office pour James Horner

### Nominations
- Young Artist Awards 1993 : meilleure jeune actrice de moins de dix ans dans un film pour Thora Birch
- Academy of Science Fiction, Fantasy and Horror Films - Saturn Awards 2004 : meilleure collection de DVD
- Academy of Science Fiction, Fantasy and Horror Films - Saturn Awards 2019 : meilleure version de la collection DVD / Blu-Ray

## Analyse

### Différences entre le film et le roman
Parmi les changements les plus importants entre le film et le roman, le prince de Galles (la victime de l'attentat de Londres) est remplacé par un personnage fictif dans le film, lord Holmes, cousin de la famille royale et secrétaire d'État pour l'Irlande du Nord. Sean Miller est motivé par la vengeance personnelle contre Ryan qui a tué son jeune frère dans la scène d'ouverture du film alors qu'il n'est pas mentionné que Miller ait un frère dans l’œuvre littéraire. Le personnage d'Annette n'existe pas dans le roman. L'homme qui attend Ryan à la sortie de l'Académie Navale d'Annapolis, est pris vivant et interrogé par les PM d'Annapolis, dans le roman. Par ailleurs, la scène de fin est changée pour montrer un combat mortel entre Jack Ryan et Sean Miller sur un hors-bord, aboutissant à la mort de Miller, alors que dans le roman aucune lutte n'a lieu entre les deux personnages sur le hors-bord et Miller est capturé vivant.
Le personnage de Cooley, le libraire, est tué dans le film alors que dans le roman, il participe à  l'attaque de la maison Ryan.

### Autour du film
(octobre 2023).
- Si vous ne connaissez pas le sujet, laissez ce bandeau (vous pouvez alors contacter les auteurs).
- Si vous supprimez le contenu mis en cause (vous pouvez préalablement contacter les auteurs),

argumentez précisément cette suppression dans la page de discussion
(un manque de référence n'est pas un argument ; une recherche réelle de référence doit avoir été effectuée, être formellement documentée).
Comme dans tous les romans de Tom Clancy, il y a un détail technique qui joue un rôle important dans l'intrigue. Ici c'est la possibilité pour les satellites de suivre l'entraînement des terroristes dans les camps libyens, et le film montre l'intervention d'un raid d'agents spéciaux contre un tel camp comme filmée en direct et en infra-rouge. En fait, une telle technique n'était pas au point quand le film est sorti.

### Suite
Deux ans plus tard, Harrison Ford reprend le rôle de Jack Ryan dans Danger immédiat, toujours réalisé par Phillip Noyce et adapté du roman du même nom.